# Haut-Intyamon
Haut-Intyamon é uma comuna da Suíça, no Cantão Friburgo, com cerca de 1.420 habitantes. Estende-se por uma área de 60,44 km², de densidade populacional de 23 hab/km². Confina com as seguintes comunas: Bas-Intyamon, Blonay (VD), Château-d'Oex (VD), Châtel-Saint-Denis, Grandvillard, Gruyères, Montreux (VD), Rossinière (VD), Semsales, Veytaux (VD).
A língua oficial nesta comuna é o Francês.